# A Plebe
A Plebe foi um jornal periódico anarquista e anticlerical publicado no Brasil por Fábio Lopes dos Santos Luz e Edgard Leuenroth, publicado pela primeira vez em 09 de janeiro de 1917 até o ano de 1951, com algumas interrupções. No início, A Plebe era veiculado semanalmente, trazendo assuntos sobre greves e manifestações libertárias que apoiava.
Formado a partir das forças das correntes libertárias que se formavam pelos trabalhadores da época, o jornal A Plebe foi constituído durante um período de fortes manifestações e brigas políticas que aconteciam pelas ruas de São Paulo. Durante o período em que circulou, o jornal anarquista foi interrompido algumas vezes, levando em conta que seus diretores foram presos algumas vezes.
Pode-se afirmar que o jornal A Plebe teve duas fases de divulgação: de 1917 até a interrupção na década de 30, e depois, de 1947 até 1951, quando foi realmente finalizado. Seu segundo período foi considerado mais emblemático do que o primeiro, já que o país passava por uma fase de redemocratização e da reorganização dos movimentos esquerdistas. Durante o período da nova retomada, tanto do país, quanto do jornal, os editores estavam cientes da dificuldade que teriam em divulgar um conteúdo que seguisse o editorial do jornal, de apoio aos movimentos com causas libertárias, anarquista e anticlerical.
O jornal chegou a publicar notícias sobre diversos países, focando principalmente nos componentes da América Latina e da Espanha. A Plebe ficou conhecido por seus diversos conteúdos, fossem eles desenhos, caricaturas ou literatura, que tinham o objetivo de disseminar as causas defendidas e ideologias doutrinárias. Em suas páginas estavam destacados os problemas que os proletários enfrentavam todos os dias, criticando, nem sempre de maneira sutil, o sistema capitalista no qual viviam, a classe média alta e, claro, a Igreja, que na concepção do jornal, instigavam as atitudes da elite.
Como o jornal representa um grupo social que precisou de uma base que, por meio de suas publicações impressas, estimulasse e fortalecesse os trabalhadores na luta por seus interesses, A Plebe, mesmo após seu fim em 1951, carrega uma carga simbólica por grande parte da sociedade. Sem esse periódico e outros que vieram antes, como A Lanterna, o que uma parcela da comunidade pensa jamais seria ouvida e retratada, fortalecendo a exclusão do grupo na sociedade brasileira.

## História
Lançado ainda no período da Primeira Guerra Mundial, em que os salários e a vida dos trabalhadores estavam instáveis, desestabilizados, A Plebe já estava sob o comando de Edgar Leuenroth, Como forma de dar continuação a outro periódico anticlerical da época, o jornal afirmou, logo em seu primeiro material veiculado, ser a extensão de A Lanterna. Por conta disso, o veículo tinha como objetivo ser o órgão destinado à luta dos trabalhadores contra a opressão e a miséria vividas pela classe baixa do Brasil.
Criado em meio à greve de 1917, A Plebe era composta por editores que tiveram um envolvimento com movimentos libertários. Se envolvendo diretamente em uma das manifestações, o editor-proprietário, Edgar Leuenroth, tornou-se um dos líderes do movimento de 17, tanto presencialmente, oferecendo apoio nas ruas, quanto nas páginas do jornal A Plebe. Por se envolver tão fortemente nesta greve, Leuenroth foi preso, acusado por liderar o saque que aconteceu no Moinho Santista. Com esse acontecimento, a polícia entrou na redação e o jornal teve suas portas fechadas. Para não manter o jornal sem publicações, Florentino de Carvalho, um dos anarquistas que colaborava para A Plebe, manteve as o fluxo período de veiculação, porém, claro, se escondendo por pseudônimos e críticas sutis ao Estado.
Após quase quatro anos, em 1921, o proprietário reabriu a redação, o fluxo de publicações voltou ao normal, porém em julho 1924, quando foi decretado estado de sítio no Estado, A Plebe deixou, novamente, de ser veiculado. Pouco antes do jornal deixar de circular, toda a responsabilidade estava sob Pedro A. Mota, militante que assumiu o cargo de 1923 a 1924. Quando o tumulto abaixou, em 1927, o jornal voltou a circular normalmente, trazendo agora em seu conteúdo denúncias sobre o exílio de ativistas e trabalhadores que estavam participando de toda a movimentação ocorrida em 24.
Com a aplicação da Lei Celerada, que instaurou a repressão nos jornais operários e dentro dos próprios sindicatos, A Plebe também foi afetada, gerando interrupções em sua veiculação em 1932. Independente dessa instabilidade, durante os anos 30, o veículo ficou focado na divulgação de conteúdos antifascistas, citando nomes de governos, movimentos, Igrejas e repassando também reuniões realizadas pelo Centro de Cultura Social (CCS). Para provar as denúncias que aconteciam na época, em 1934, por exemplo, A Plebe teve um exemplar que acusava diretamente o Governo do Getúlio Vargas, junto a Igreja Católica, de serem e aplicarem conceitos nazi-fascistas.
Com a aproximação de duas grandes forças conservadoras – movimento integralista e Igreja Católica – diversos militantes que se consideravam anarquistas começaram a aderir à Aliança Nacional Libertadora (ANL), independente das ações políticas que ela recomendava e seguia não fossem 100% aceitas por seus membros. Mais uma vez, por conta da repressão do governo à Aliança, o jornal foi fechado em 1935, porém seria relançada doze anos depois.
Exatamente quando o mês maio de 1947 começou, o jornal A Plebe foi reaberto por Edgar Leuenroth. Já presente em um contexto político diferente, a tentativa do veículo continuava a mesma: reviver os movimentos libertários e a militância de cada sindicato. Para isso, o editor-proprietário precisou da ajuda de alguns colaboradores, como Liberto Lemos Reis e Lucca Gabriel, jovens que já estavam envolvidos na militância e articulados ao CCS. Neste último período em que se manteve vivo, o jornal passou a ser dirigido e editado por Rodolpho Felippe, e ficou desta maneira até 1951, ano em que parou de ser totalmente veiculado.

## Editorial
O Jornal A Plebe sempre foi, desde sua criação, voltado para a produção de conteúdos que abordassem e apoiassem os movimentos libertários proletários, dando voz as reclamações do povo que eram considerados invisíveis ou menos importantes para o Governo. Durante todo o seu tempo de veiculação, A Plebe passou por diversas mudanças, censuras e cortes geradas por medidas governamentais. Como forma de criticar todas as relações criadas pelo governo com o clero, o jornal anarquista e anticlerical divulgava conteúdos em diversas linguagens, como caricaturas, imagens, poesias, textos literários e, claro, um material de denúncia e apurado, sendo considerado um conteúdo mais jornalístico. Todos os conteúdos divulgados tinham como objetivo difundir a causa operária e libertária da sociedade na época.
Mesmo com as mudanças sofridas durante seu tempo de veiculação, a Plebe manteve uma coluna que abordava as organizações e as a ções dos sindicatos em São Paulo. Em seu formato também existiam sessões dedicadas para recomendar materiais que visavam a ideologia libertária, além de trazer, em um formato parecido com a parte de livros, artigos que ajudavam o leitor a se situar sobre assuntos como anarquismo, comunismo, bolchevismo e outras vias do movimento da esquerda.

### Liberdade Feminina e Sexualidade
Uma das abordagens que as publicações do jornal A Plebe trazia era a sexualidade e a liberdade. Por ser um periódico que defendia causas libertárias da classe operária, o jornal se tornou um dos veículos de maior importância da época e, em 1935, um dos anos mais calmos da história do jornal, diversos temas passaram a ser abordados, inclusive sobre a luta feminista e o envolvimento do gênero em todas as manifestações revolucionárias do período.
A presença da figura feminina está presente em diversos âmbitos dos conteúdos, como na existência de colaboradoras para o jornal que, já nesta época, assinavam seus conteúdos, discutiam e debatiam suas ideologias e traziam à tona questionamentos sobre a sociedade.
Uma das principais colaboradoras do veículo, que ganhou destaque pelo material "Um apelo que deve ser ouvido", foi Isa Ruti. No texto divulgado, a militante pedia ajuda financeira para o jornal, que passava por um momento delicado em que não conseguia manter sua circulação periodicamente. O espaço que Isa tinha no jornal era gratificante, tendo em vista que era uma mulher em uma época totalmente, porém não exclui o contraste em que vivia dentro das redações. Em um trecho de seu texto, Isa cita: "O meu coração sensível de mulher contém, armazenado muito amor pelo ser humano. Desse amor vou dispor para dar o que eu poderia dar, se fosse homem e fumasse, em benefício da 'Plebe'".
Mesmo que o movimento feminista anarquista estivesse presente nas páginas da Plebe, muitos dos posicionamentos não mantinham uma mesma linha de coesão. Isso porque as colaboradoras tinham vivências diferentes, idades divergentes e modos de expressão diferentes uma das outras. Enquanto umas apresentavam apelos, como Isa, outras apostavam em textos com mais alfinetadas, mostrando raiva e angústia pelo momento em que viviam. Por este motivo é complicado padronizar o movimento feminista que ocorria dentro do jornal. Algumas dessas mulheres, além da Isa Ruti, eram Maria Lacerda de Moura, Alba Moscalega e Juliette Witheatname.
Com essas mulheres, um dos temas mais discutidos era a sexualidade da mulher, o poder sobre seus corpos e todo o início de uma exploração corporal que viria se desenvolver durante as décadas posteriores. Os discursos eram compostos por textos literários, relatos experimentais e conteúdos com o objetivo de oferecer uma análise além da moralidade, que tratassem de assuntos conturbados como algo a ser esclarecido e discutido. Pelas páginas, os leitores encontravam propostas para debates sobre maternidade, anticoncepcional, aborto, educação sexual, prostituição, entre outros.
A maior questão que paira sobre esses temas não é apenas o fato de serem escritos tanto por anarquistas homens, quanto por mulheres, porém a diferença entre o discurso de cada gênero. Quando a perspectiva vinha do escritor homem, por exemplo, ela não questionava o posicionamento masculino diante certas situações (como a prostituição, se estava sendo discutida em um novo contexto, as atitudes do cliente deveriam ser adaptadas e debatidas também), apenas da presença da mulher nestes temas. Em 1935, por exemplo, o anarquista Marques da Costa, publicou uma experiência vivida por alguns amigos na França. No material divulgado, Costa contava que os envolvidos haviam sido presos acusados por dois crimes previstos no Código Penal Francês: provocação de aborto e mutilação de órgãos genitais. Enquanto conta, além de denunciar a polícia pelos seus atos, o anarquista parabeniza o grupo de amigos por serem um exemplo à cultura que o jornal apoia.

### Educação
No jornal A Plebe eram veiculados conteúdos que tratavam sobre a educação de mulheres e crianças da classe média baixa. Então, desde seu primeiro volume, o periódico já apresentou críticas ao governo e a falta de educação para essa classe social.
A educação libertária, foco do jornal, teve início com a vinda dos imigrantes para servirem de mão de obra nas lavouras de café, onde, mesmo reunindo diversas culturas, pensamentos e valores, a linha do pensamento anarquista se destacou. Como a taxa de analfabetismo era alta na classe trabalhadora, os libertários viram jornais como forma de repassar seus pensamentos e ideais para os operários.
A Plebe, então, foi um dos veículos que manteve a linha de pensamento que os libertários quiseram implementar para cessar o analfabetismo, tanto literal, quanto o conceitual, e conquistar mais seguidores nesta ideologia. Como o objetivo do periódico era trazer a verdade para os leitores, apresentando da maneira mais nua todo o sistema político sofrido por eles, A Plebe denunciava toda a Rede de Ensino que era patrocinada pelo Estado.
Os anarquistas queriam que o povo enxergasse a verdade que se passava no seu dia a dia e não encarassem toda a rotina como um sistema abusivo normal. Em algumas publicações do periódico, os jornalistas relatavam toda a estrutura dominante e exploradora criada pelo Governo, contando seus objetivos de doutrinar as crianças para que estas ocupem seus lugares "já predeterminados". A Plebe tinha a vontade de batalhar pelo ensino daqueles que, se dependessem do sistema estatal, jamais teriam acesso ao conhecimento, impossibilitando uma futura revolta coletiva.